# Martin Stadtfeld

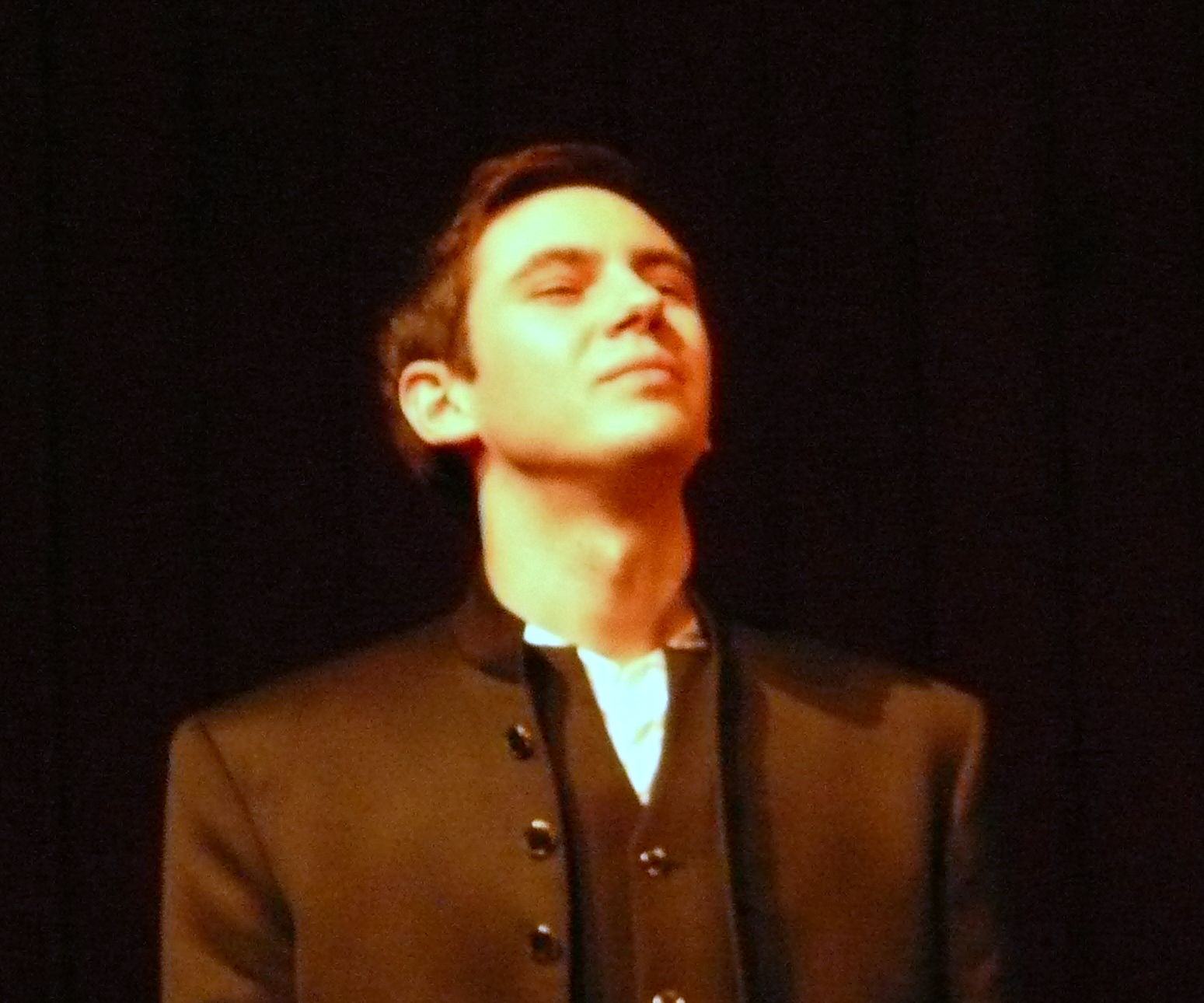
Martin Stadtfeld (2008)

Martin Stadtfeld (* 19. Oktober 1980 in Koblenz) ist ein deutscher Pianist und Hochschullehrer.

## Leben
Martin Stadtfeld wuchs in Gackenbach im Westerwald auf. In seiner Kindheit hatte er Klavierunterricht bei Hubertus Weimer. Er gab mit neun Jahren sein Konzertdebüt und studierte seit seinem 14. Lebensjahr an der Hochschule für Musik und Darstellende Kunst Frankfurt am Main. Sein Lehrer dort war der russisch-amerikanische Professor Lev Natochenny.  2000 absolvierte er sein Abitur am Landesmusikgymnasium Rheinland-Pfalz (Peter-Altmeier-Gymnasium) in Montabaur. Stadtfeld ist bei Sony Music Entertainment unter Vertrag. 
Martin Stadtfeld konzertierte mit den Münchner Philharmonikern, der Academy of St Martin in the Fields, dem Leipziger Gewandhausorchester, der Staatskapelle Dresden, den Wiener Symphonikern, der Tschechischen Philharmonie Prag und dem Mozarteum-Orchester Salzburg. Von der Saison 2006/07 bis 2008/09 war Martin Stadtfeld Künstler der Reihe »Junge Wilde« am Konzerthaus Dortmund. Bei den großen Festivals wie den Salzburger Festspielen, dem Rheingau Musik Festival, dem Schleswig-Holstein Musik Festival, Kammermusikfest Lockenhaus, Ljubljana Festival, Festival International Echternach, der Schubertiade Vorarlberg (Schwarzenberg und Hohenems) und dem Menuhin Festival Gstaad ist er regelmäßig zu Gast. 2010 spielte er beim Konzert zum Nationalfeiertag in Wien.
Seit dem Wintersemester 2023/24 hat Stadtfeld eine Professur für Klavier an der Hochschule für Künste Bremen inne.
Martin Stadtfeld lebt in Wanne-Eickel und hat einen Sohn.

## Auszeichnungen
- verschiedene Preise beim Bundeswettbewerb Jugend musiziert
- 1997: Sieger des Klavierwettbewerbs „Nikolai Rubinstein“ in Paris
- 2001: Preisträger beim Internationalen Klavierwettbewerb Ferruccio Busoni in Bozen
- 2001: Förderpreis zum Kunstpreis Rheinland-Pfalz
- 2002: Erster Preis beim Internationalen Johann-Sebastian-Bach-Wettbewerb in Leipzig
- 2004: Echo Klassik Preis als „Nachwuchskünstler des Jahres“ für seine Einspielung der Goldberg-Variationen von Johann Sebastian Bach
- 2005: Echo Klassik Preis für seine CD Bach Pur als „solistische Einspielung des Jahres“.
- 2007: Echo Klassik Preis für die Konzerteinspielung des Jahres, J.S. Bach Klavierkonzerte Johann Sebastian Bach.
- 2008: Echo Klassik Preis für Solistische Einspielung, Musik des 19. Jahrhunderts, Franz Schubert, Sonaten.

## Diskografie
- 2003: Debüt-CD Goldberg-Variationen von Johann Sebastian Bach. Die Aufnahme erfuhr in der Presse großes Lob und landete auf dem 1. Platz der deutschen Klassik-Charts.
- 2004: Bach Pur (unter anderem mit den dreistimmigen Inventionen und dem Italienischen Konzert, sowie Transkriptionen von Ferruccio Busoni und Alexander Siloti). Auch diese Einspielung erreicht die Spitze der deutschen Klassik-Charts.
- 2005: Klavierkonzerte Nr. 20 und 24 von Wolfgang Amadeus Mozart (mit dem NDR-Sinfonieorchester unter der Leitung von Bruno Weil).
- 2006: Kleine Stücke (mit 14 Präludien aus Bachs Clavierbüchlein, 14 kurzen Stücken aus dem Zyklus Bunte Blätter von Robert Schumann, Bachs Toccata in D-Dur (BWV 912) und Toccata C-Dur (Schumann) op. 7).
- 2006: J. S. Bach Klavierkonzerte (Klavierkonzerte Nr. 1, 2 und 5 von Johann Sebastian Bach mit den Festival Strings Luzern unter der Leitung von Achim Fiedler, sowie Präludium und Fuge es-Moll und b-Moll von Johann Sebastian Bach, Bearbeitung des Adagio aus dem Oboenkonzert d-Moll von Alessandro Marcello, Sonate op. 1 von Alban Berg und Kleine Klavierstücke op. 19 von Arnold Schönberg).
- 2007: Schubert: Klaviersonaten (Sonaten in G-Dur D894 und in B-Dur D960 von Franz Schubert) (erschienen am 14. September 2007).
- 2008: J. S. Bach: Das Wohltemperierte Klavier I (erschienen am 17. Oktober 2008).
- 2009: Der junge Beethoven (erschienen am 16. Oktober 2009).
- 2009: J. S. Bach: Gambensonaten (mit Jan Vogler, erschienen am 13. November 2009).
- 2010: Deutsche Romantik (unter anderem mit dem Zyklus Waldszenen von Robert Schumann und Stücken von Franz Liszt und Richard Wagner, erschienen am 15. Oktober 2010).
- 2011: J. S. Bach: Klavierkonzerte, Vol. 2 (mit dem Philharmonischen Kammerorchester München unter der Leitung von Lorenz Nasturica, erschienen am 14. Oktober 2011).
- 2013: J. S. Bach: Englische Suiten BWV 806-808 (erschienen am 18. Oktober 2013).
- 2014: Wie schön leuchtet der Morgenstern – Der junge Bach (BWV 739, 565, 582, 903 und 992 sowie Choralvorspiel op. 46a von Stefan Heucke, erschienen am 19. September 2014).
- 2015: Schumann: Kinderszenen und Klavierkonzert (Schumann) (mit dem Hallé Orchestra unter der Leitung von Mark Elder, erschienen am 13. Februar 2015).
- 2015: Klavierkonzerte Nr. 1 und 9 sowie 36 Stücke aus dem Londoner Skizzenbuch KV 15 von Wolfgang Amadeus Mozart (mit dem Mozarteumorchester Salzburg unter Ivor Bolton, erschienen am 11. September 2015).
- 2016: Chopin + (Etüden (Chopin)#Opus 10, verbunden mit Improvisationen des Pianisten, erschienen am 4. November 2016).
- 2023: Baroque Colours, Sony Classical (erschienen am 3. November 2023).
- 2024: Christmas Piano II, Sony Classical (erschienen am 1. November 2024).

## Zitat
„Bach ist für mich der Ausgangspunkt für alle Musik, die danach kommt.“